# Christophe Lattaignant
Christophe Lattaignant (* 18. September 1971 in Boulogne-sur-Mer) ist ein ehemaliger französischer Steuermann im Rudern. Er war 1997 und 2001 Weltmeister im Vierer mit Steuermann sowie 2001 im Leichtgewichts-Achter.

## Sportliche Karriere
Der etwa 1,50 m große Christophe Lattaignant steuerte bei den Junioren-Weltmeisterschaften 1987 den französischen Achter zur Silbermedaille, 1988 gewann er sowohl mit dem Vierer als auch mit dem Achter Silber, 1989 folgte noch einmal Silber mit dem Achter. 1990 war er in Tasmanien erstmals bei Weltmeisterschaften in der Erwachsenenklasse dabei, er belegte den achten Platz mit dem Zweier und den zehnten Platz mit dem Vierer. 1992 erreichte er den zweiten Platz im Achter beim Nations Cup, einem Vorläuferwettbewerb der U23-Weltmeisterschaften, 1993 und 1994 gewann der Achter jeweils die Bronzemedaille. 
Bei den Weltmeisterschaften 1994 belegte Lattaignant den vierten Platz mit dem Vierer, im Jahr darauf gewann der französische Zweier mit Antoine Béghin, Laurent Béghin und Lattaignant die Silbermedaille bei den Weltmeisterschaften 1995 in Tampere. 1996 belegte Lattaignant mit dem Vierer den fünften Platz bei den Weltmeisterschaften in Glasgow. 1997 bei den Weltmeisterschaften auf dem Lac d’Aiguebelette gewann der französische Vierer mit Antoine Béghin, Vincent Maliszewski, Bernard Roche, Laurent Béghin und Christophe Lattaignant den Titel vor den Italienern. 1998 steuerte Lattaignant den französischen Achter, der den neunten Platz bei den Weltmeisterschaften in Köln belegte. 1999 in St. Catharines kam der französische Achter mit auf den elften Platz. 2000 belegte Lattaignant mit dem Vierer den vierten Platz bei den Weltmeisterschaften. Bei den Weltmeisterschaften 2001 in Luzern siegte der Vierer in der Besetzung Gilles Bosquet, Vincent Gazan, Vincent Millot, Sidney Chouraqui und Christophe Lattaignant vor den Italienern. Zusätzlich steuerte er auch den Leichtgewichts-Achter zum Sieg vor den Dänen und gewann damit 2001 zwei Weltmeistertitel.
Nach einem Jahr Pause erreichte Lattaignant 2003 mit dem französischen Achter den vierten Platz bei den Weltmeisterschaften in Mailand. Damit hatte sich der Achter für die Olympischen Spiele 2004 qualifiziert. Bastien Ripoll, Bastien Gallet, Jean-Baptiste Macquet, Julien Peudecoeur, Donatien Mortelette, Anthony Perrot, Jean-David Bernard, Laurent Cadot und Christophe Lattaignant erreichten in Athen das A-Finale und belegten den sechsten Platz. 2005 kam der Achter auf den neunten Platz bei den Weltmeisterschaften in Gifu, 2006 in Eton wurde es der zehnte Platz. 2007 in München verpasste der französische Achter als Elfter deutlich die Olympiaqualifikation.